# Tấn U công
Tấn U công (chữ Hán: 晋幽公, cai trị: 439 TCN – 422 TCN hoặc 433 TCN - 416 TCN), tên thật là Cơ Liễu (姬柳), là vị vua thứ 37 của nước Tấn - chư hầu nhà Chu trong lịch sử Trung Quốc.
Tấn U công là con của Tấn Ai công – vua thứ 36 nước Tấn. Khoảng năm 439 TCN/434 TCN, Tấn Ai công mất, Cơ Liễu lên nối ngôi, tức là Tấn U công.
Đất đai của vua Tấn đến thời U công ngày càng bị thu hẹp, mất về tay ba họ Hàn, Triệu, Ngụy. Tấn U công chỉ còn đất Giáng đô và đất Khúc Ốc.
Một đêm năm thứ 18 đời Tấn U công (416 TCN/422 TCN), Tấn U công ra ngoài thông dâm với đàn bà nhà dân. Đang đêm U công đi ra thì bị kẻ trộm trong ấp giết chết. Đại phu Ngụy Tư mang quân trấn dẹp bọn cướp và lập con U công là Cơ Chỉ lên nối ngôi, tức là Tấn Liệt công.